# Polymixis schwingenschussi
Polymixis schwingenschussi là một loài bướm đêm trong họ Noctuidae.